# Sven Höglund
Pour les articles homonymes, voir Höglund.
Sven Höglund, né le 23 octobre 1910 à Vendel (en) et mort le 21 août 1995, est un coureur cycliste suédois de cyclisme sur piste.

## Carrière
Sven Höglund participe aux Jeux olympiques d'été de 1932 à Los Angeles et remporte la médaille d'argent dans l'épreuve de la course par équipes avec Arne Berg et Bernhard Britz.

## Palmarès
- 1932
  -  Médaillé de bronze du contre-la-montre par équipes des Jeux olympiques